# Кампоо-Лос-Вальес (комарка)

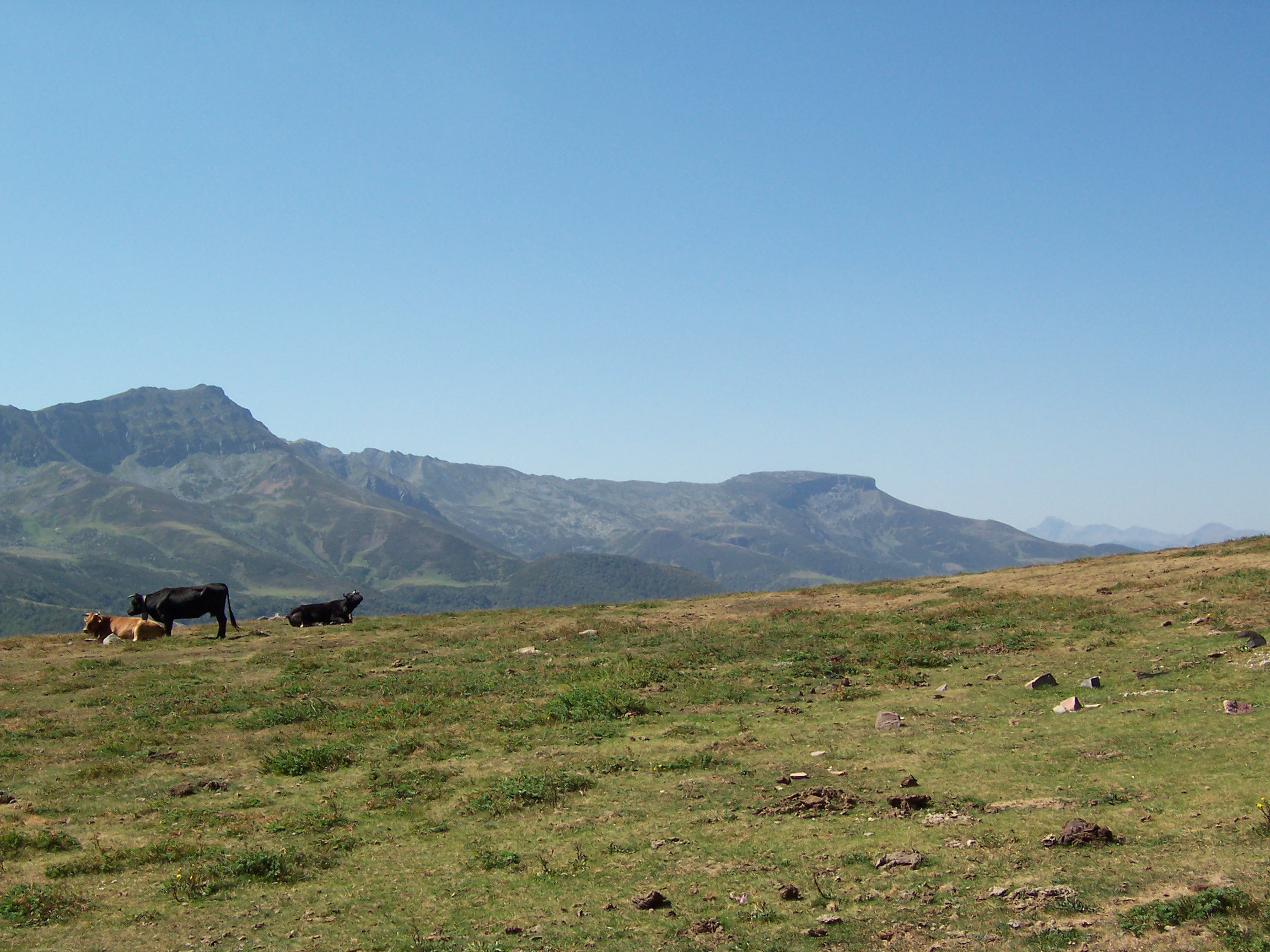

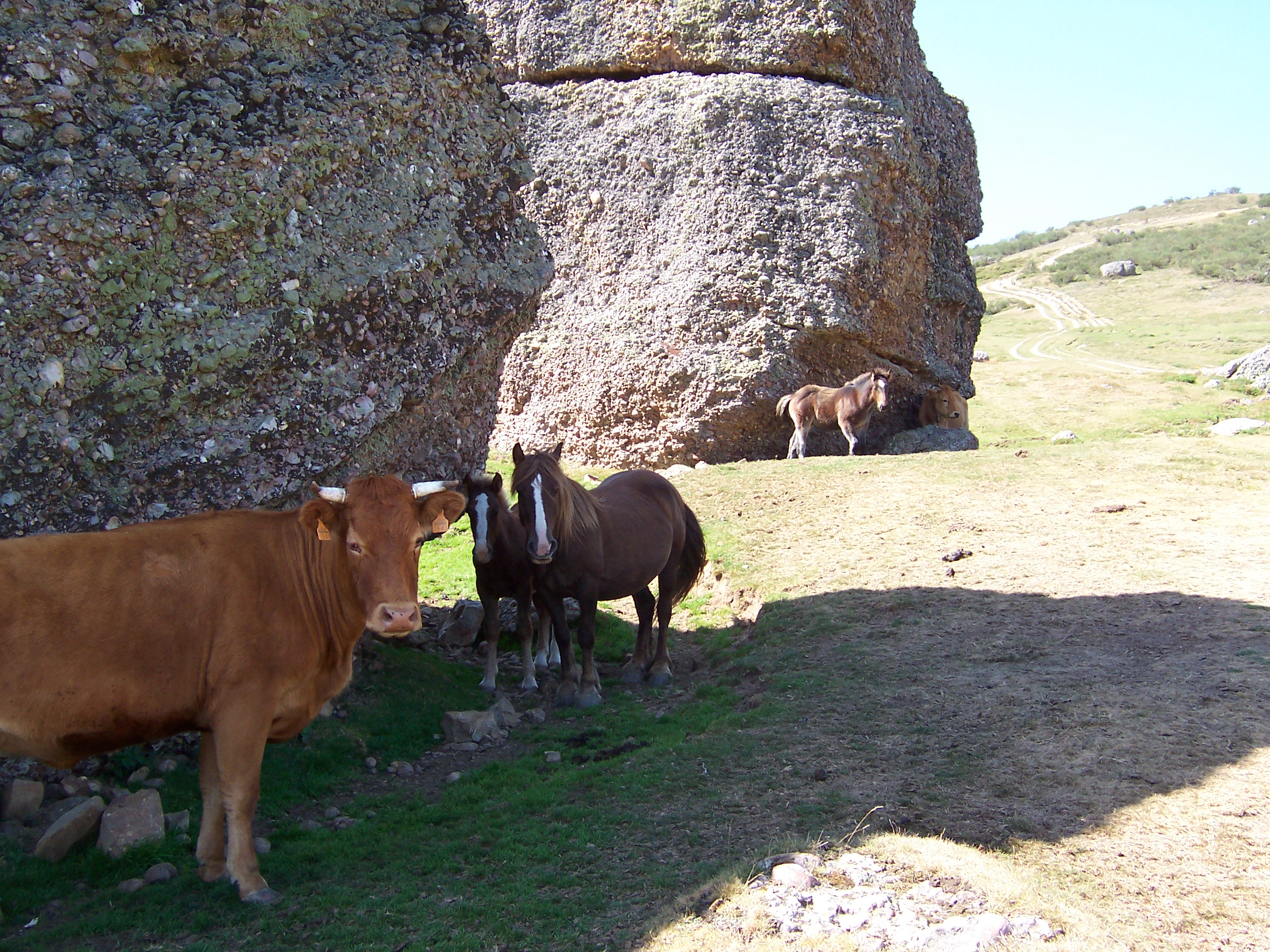

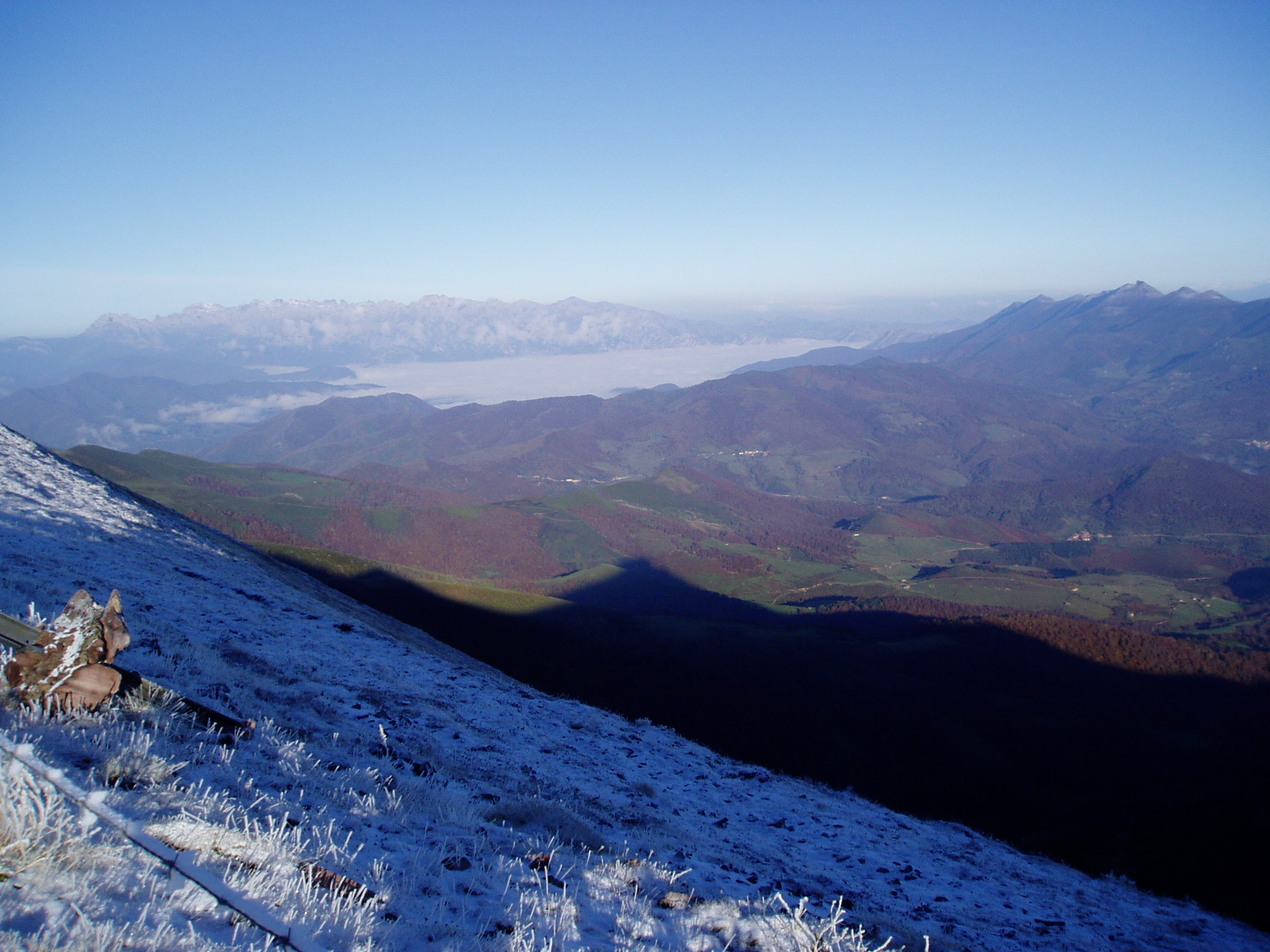

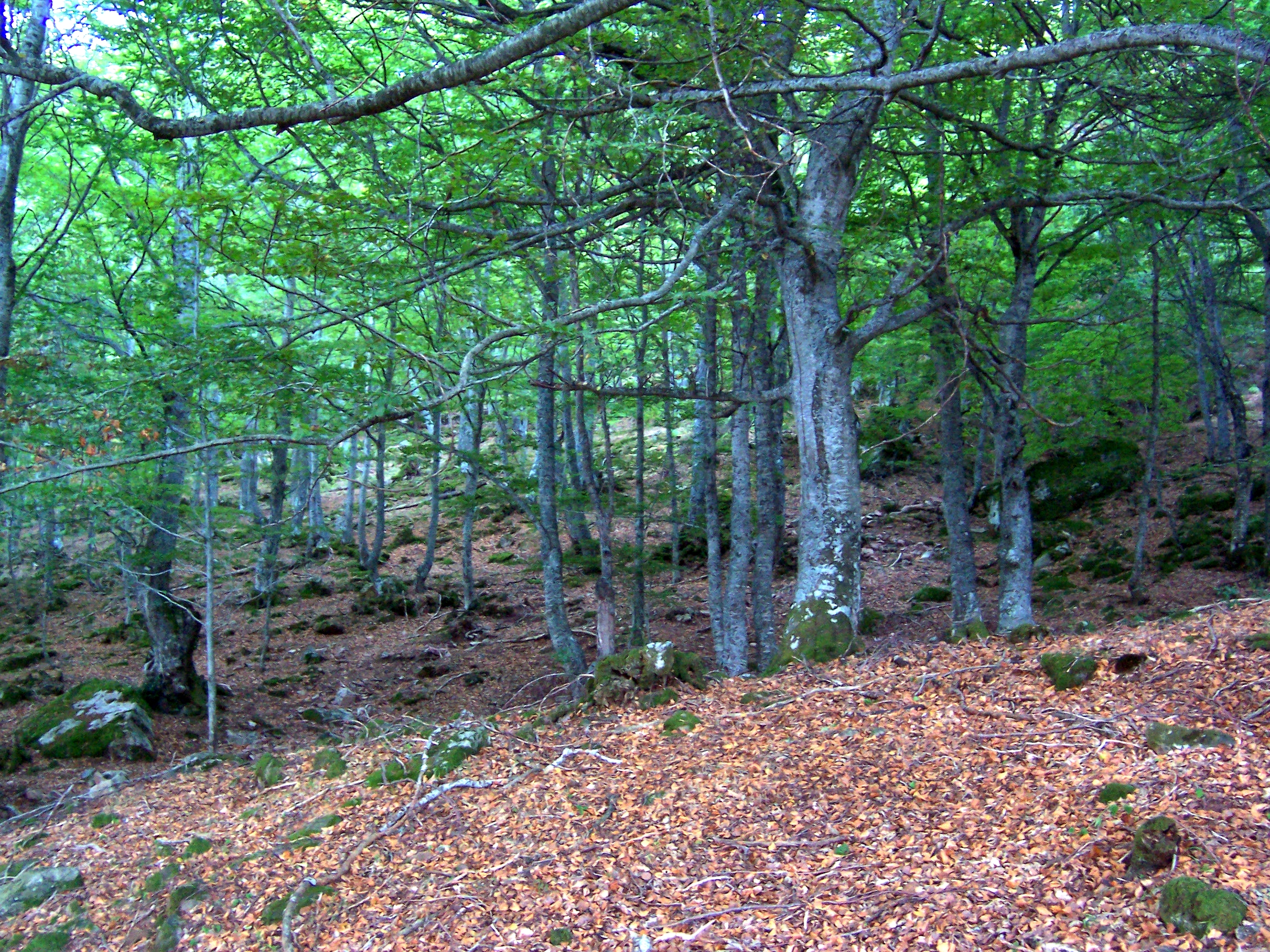

Кампоо-Лос-Вальес (исп. Comarca de Campoo-Los Valles)  — район (комарка) в Испании, входит в провинцию Кантабрия в составе автономного сообщества Кантабрия.

## Муниципалитеты
1. Кампоо-де-Энмедио
2. Кампоо-де-Юсо
3. Эрмандад-де-Кампоо-де-Сусо
4. Лас-Росас-де-Вальдеарройо
5. Пескера
6. Рейноса
7. Сантиурде-де-Рейноса
8. Сан-Мигель-де-Агвайо
9. Вальдеолеа
10. Вальдепрадо-дель-Рио
11. Вальдерредибле